# Indosinia
Indosinia là một chi thực vật có hoa trong họ Ochnaceae.

## Loài
Chi Indosinia gồm các loài: